# Oblast Russe
| Basisdaten          | Basisdaten                  |
| ------------------- | --------------------------- |
| Region:             | Nordbulgarien               |
| Verwaltungssitz:    | Russe                       |
| Fläche:             | 2.803 km²                   |
| Einwohner:          | 189.623 (31. Dezember 2022) |
| Bevölkerungsdichte: | 67,7 Einwohner je km²       |
| NUTS:BG-Code:       | BG323                       |
| Karte               |                             |
| Karte               |                             |

Die Oblast Russe (bulgarisch Област Русе)  ist eine Verwaltungseinheit im Norden Bulgariens mit der gleichnamigen Stadt Russe als Verwaltungssitz. Die nördliche Grenze zu Rumänien wird durch den Verlauf der Donau gebildet.
Auf 2.803 km² leben 189.623 Einwohner.

## Verwaltungsgliederung
Die Oblast Russe gliedert sich in acht Gemeinden (община), die wiederum aus 75 Orten bestehen.

## Städte
| Stadt      | Bulgarischer Name | Einwohner (31. Dezember 2022) |
| ---------- | ----------------- | ----------------------------- |
| Russe      | Русе              | 123.134                       |
| Bjala      | Бяла              | 6.430                         |
| Wetowo     | Ветово            | 3.566                         |
| Marten     | Мартен            | 3.444                         |
| Dwe Mogili | Две Могили        | 3.288                         |
| Glodschewo | Глоджево          | 2.763                         |
| Sliwo Pole | Сливо Поле        | 2.362                         |
| Borowo     | Борово            | 1.552                         |
| Tsenowo    | Ценово            | 1.064                         |

## Bevölkerung
Nach der Volkszählung von 2011 leben in der Oblast Russe 174.774 Bulgaren, 28.503 Türken, 8533 Sinti und Roma, 527 Armenier, 355 Russen, 49 Rumänen, 48 Ukrainer, 19 Mazedonier und weitere Angehörige kleinerer ethnischen Gruppen.